# 521 a.C.
Séculos: (Século VII a.C. - Século VI a.C. - Século V a.C.)

## Eventos
- Na Pérsia, sobe ao trono Dario I.

## Mortes
- Cambises II, rei persa da Dinastia Aqueménida.